# Foussemagne
 Foussemagne é uma comuna francesa na região administrativa de Borgonha-Franco-Condado, no departamento do Território de Belfort. Estende-se por uma área de 5,10 km². Em 2010 a comuna tinha 937 habitantes (densidade: 183,7 hab./km²).